# Draft NFL 2021
Il Draft NFL 2021 è stata l'86ª edizione delle selezioni dei migliori giocatori provenienti dal college da parte delle franchigie della National Football League. L'evento ha avuto luogo dal 29 aprile al 1º maggio 2021 a Cleveland, Ohio. La prima scelta assoluta era detenuta dai Jacksonville Jaguars che scelsero il quarterback da Clemson Trevor Lawrence.

## Scelte
| C  | Centro            |    | CB               | Cornerback |                  | DB | Defensive back    |  | DE | Defensive end |
| DL | Defensive lineman | DT | Defensive tackle | FB         | Fullback         | FS | Free safety       |  |    |               |
| G  | Guardia           | HB | Halfback         | K          | Placekicker      | KR | Kick returner     |  |    |               |
| LB | Linebacker        | LS | Long snapper     | OT         | Offensive tackle | OL | Offensive lineman |  |    |               |
| NT | Nose tackle       | P  | Punter           | PR         | Punt returner    | QB | Quarterback       |  |    |               |
| RB | Running back      | S  | Safety           | SS         | Strong safety    | TB | Tailback          |  |    |               |
| TE | Tight end         | WR | Wide receiver    |            |                  |    |                   |  |    |               |

|  | = Pro Bowler |

|  | Giro | Scelta | Squadra                  | Giocatore               | Ruolo              | College              | Conf.              |
|  | ---- | ------ | ------------------------ | ----------------------- | ------------------ | -------------------- | ------------------ |
|  | 1    | 1      | Jacksonville Jaguars     | Trevor Lawrence         | QB                 | Clemson              | ACC                |
|  | 1    | 2      | New York Jets            | Zach Wilson             | QB                 | BYU                  | Ind. (FBS)         |
|  | 1    | 3      | San Francisco 49ers      | Trey Lance              | QB                 | North Dakota State   | MVFC               |
|  | 1    | 4      | Atlanta Falcons          | Kyle Pitts              | TE                 | Florida              | SEC                |
|  | 1    | 5      | Cincinnati Bengals       | Ja'Marr Chase           | WR                 | LSU                  | SEC                |
|  | 1    | 6      | Miami Dolphins           | Jaylen Waddle           | WR                 | Alabama              | SEC                |
|  | 1    | 7      | Detroit Lions            | Penei Sewell            | OT                 | Oregon               | Pac-12             |
|  | 1    | 8      | Carolina Panthers        | Jaycee Horn             | CB                 | South Carolina       | SEC                |
|  | 1    | 9      | Denver Broncos           | Patrick Surtain II      | CB                 | Alabama              | SEC                |
|  | 1    | 10     | Philadelphia Eagles      | DeVonta Smith           | WR                 | Alabama              | SEC                |
|  | 1    | 11     | Chicago Bears            | Justin Fields           | QB                 | Ohio State           | Big Ten            |
|  | 1    | 12     | Dallas Cowboys           | Micah Parsons           | LB                 | Penn State           | Big Ten            |
|  | 1    | 13     | Los Angeles Chargers     | Rashawn Slater          | OT                 | Northwestern         | Big Ten            |
|  | 1    | 14     | New York Jets            | Alijah Vera-Tucker      | OG                 | USC                  | Pac-12             |
|  | 1    | 15     | New England Patriots     | Mac Jones               | QB                 | Alabama              | SEC                |
|  | 1    | 16     | Arizona Cardinals        | Zaven Collins           | LB                 | Tulsa                | The American       |
|  | 1    | 17     | Las Vegas Raiders        | Alex Leatherwood        | OT                 | Alabama              | SEC                |
|  | 1    | 18     | Miami Dolphins           | Jaelan Phillips         | DE                 | Miami (FL)           | ACC                |
|  | 1    | 19     | Washington Football Team | Jamin Davis             | LB                 | Kentucky             | SEC                |
|  | 1    | 20     | New York Giants          | Kadarius Toney          | WR                 | Florida              | SEC                |
|  | 1    | 21     | Indianapolis Colts       | Kwity Paye              | DE                 | Michigan             | Big Ten            |
|  | 1    | 22     | Tennessee Titans         | Caleb Farley            | CB                 | Virginia Tech        | ACC                |
|  | 1    | 23     | Minnesota Vikings        | Christian Darrisaw      | OT                 | Virginia Tech        | ACC                |
|  | 1    | 24     | Pittsburgh Steelers      | Najee Harris            | RB                 | Alabama              | SEC                |
|  | 1    | 25     | Jacksonville Jaguars     | Travis Etienne          | RB                 | Clemson              | ACC                |
|  | 1    | 26     | Cleveland Browns         | Greg Newsome II         | CB                 | Northwestern         | Big Ten            |
|  | 1    | 27     | Baltimore Ravens         | Rashod Bateman          | WR                 | Minnesota            | Big Ten            |
|  | 1    | 28     | New Orleans Saints       | Payton Turner           | DE                 | Houston              | The American       |
|  | 1    | 29     | Green Bay Packers        | Eric Stokes             | CB                 | Georgia              | SEC                |
|  | 1    | 30     | Buffalo Bills            | Gregory Rousseau        | DE                 | Miami (FL)           | ACC                |
|  | 1    | 31     | Baltimore Ravens         | Odafe Oweh              | DE                 | Penn State           | Big Ten            |
|  | 1    | 32     | Tampa Bay Buccaneers     | Joe Tryon               | OLB                | Washington           | Pac-12             |
|  | 2    | 33     | Jacksonville Jaguars     | Tyson Campbell          | CB                 | Georgia              | SEC                |
|  | 2    | 34     | New York Jets            | Elijah Moore            | WR                 | Ole Miss             | SEC                |
|  | 2    | 35     | Denver Broncos           | Javonte Williams        | RB                 | North Carolina       | ACC                |
|  | 2    | 36     | Miami Dolphins           | Jevon Holland           | S                  | Oregon               | Pac-12             |
|  | 2    | 37     | Philadelphia Eagles      | Landon Dickerson        | C                  | Alabama              | SEC                |
|  | 2    | 38     | New England Patriots     | Christian Barmore       | DT                 | Alabama              | SEC                |
|  | 2    | 39     | Chicago Bears            | Teven Jenkins           | OT                 | Oklahoma State       | Big 12             |
|  | 2    | 40     | Atlanta Falcons          | Richie Grant            | S                  | UCF                  | The American       |
|  | 2    | 41     | Detroit Lions            | Levi Onwuzurike         | DT                 | Washington           | Pac-12             |
|  | 2    | 42     | Miami Dolphins           | Liam Eichenberg         | OT                 | Notre Dame           | Ind. (FBS)         |
|  | 2    | 43     | Las Vegas Raiders        | Trevon Moehrig          | S                  | TCU                  | Big 12             |
|  | 2    | 44     | Dallas Cowboys           | Kelvin Joseph           | CB                 | Kentucky             | SEC                |
|  | 2    | 45     | Jacksonville Jaguars     | Walker Little           | OT                 | Stanford             | Pac-12             |
|  | 2    | 46     | Cincinnati Bengals       | Jackson Carman          | OT                 | Clemson              | ACC                |
|  | 2    | 47     | Los Angeles Chargers     | Asante Samuel Jr.       | CB                 | Florida State        | ACC                |
|  | 2    | 48     | San Francisco 49ers      | Aaron Banks             | OG                 | Notre Dame           | Ind. (FBS)         |
|  | 2    | 49     | Arizona Cardinals        | Rondale Moore           | WR                 | Purdue               | Big Ten            |
|  | 2    | 50     | New York Giants          | Azeez Ojulari           | DE                 | Georgia              | SEC                |
|  | 2    | 51     | Washington Football Team | Samuel Cosmi            | OT                 | Texas                | Big 12             |
|  | 2    | 52     | Cleveland Browns         | Jeremiah Owusu-Koramoah | LB                 | Notre Dame           | Ind. (FBS)         |
|  | 2    | 53     | Tennessee Titans         | Dillon Radunz           | OT                 | North Dakota State   | MVFC               |
|  | 2    | 54     | Indianapolis Colts       | Dayo Odeyingbo          | DE                 | Vanderbilt           | SEC                |
|  | 2    | 55     | Pittsburgh Steelers      | Pat Freiermuth          | TE                 | Penn State           | Big Ten            |
|  | 2    | 56     | Seattle Seahawks         | D'Wayne Eskridge        | WR                 | Western Michigan     | MAC                |
|  | 2    | 57     | Los Angeles Rams         | Tutu Atwell             | WR                 | Louisville           | ACC                |
|  | 2    | 58     | Kansas City Chiefs       | Nick Bolton             | LB                 | Missouri             | SEC                |
|  | 2    | 59     | Carolina Panthers        | Terrace Marshall Jr.    | WR                 | LSU                  | SEC                |
|  | 2    | 60     | New Orleans Saints       | Pete Werner             | LB                 | Ohio State           | Big Ten            |
|  | 2    | 61     | Buffalo Bills            | Carlos Basham Jr.       | DE                 | Wake Forest          | ACC                |
|  | 2    | 62     | Green Bay Packers        | Josh Myers              | C                  | Ohio State           | Big Ten            |
|  | 2    | 63     | Kansas City Chiefs       | Creed Humphrey          | C                  | Oklahoma             | Big 12             |
|  | 2    | 64     | Tampa Bay Buccaneers     | Kyle Trask              | QB                 | Florida              | SEC                |
|  | 3    | 65     | Jacksonville Jaguars     | Andre Cisco             | S                  | Syracuse             | ACC                |
|  | 3    | 66     | Minnesota Vikings        | Kellen Mond             | QB                 | Texas A&M            | SEC                |
|  | 3    | 67     | Houston Texans           | Davis Mills             | QB                 | Stanford             | Pac-12             |
|  | 3    | 68     | Atlanta Falcons          | Jalen Mayfield          | OT                 | Michigan             | Big Ten            |
|  | 3    | 69     | Cincinnati Bengals       | Joseph Ossai            | DE                 | Texas                | Big 12             |
|  | 3    | 70     | Carolina Panthers        | Brady Christensen       | OT                 | BYU                  | Ind. (FBS)         |
|  | 3    | 71     | New York Giants          | Aaron Robinson          | CB                 | UCF                  | The American       |
|  | 3    | 72     | Detroit Lions            | Alim McNeill            | DT                 | NC State             | ACC                |
|  | 3    | 73     | Philadelphia Eagles      | Milton Williams         | DT                 | Louisiana Tech       | C-USA              |
|  | 3    | 74     | Washington Football Team | Benjamin St-Juste       | CB                 | Minnesota            | Big Ten            |
|  | 3    | 75     | Dallas Cowboys           | Osa Odighizuwa          | DT                 | UCLA                 | Pac-12             |
|  | 3    | 76     | New Orleans Saints       | Paulson Adebo           | CB                 | Stanford             | Pac-12             |
|  | 3    | –      | New England Patriots     | Selezione revocata      | Selezione revocata | Selezione revocata   | Selezione revocata |
|  | 3    | 77     | Los Angeles Chargers     | Josh Palmer             | WR                 | Tennessee            | SEC                |
|  | 3    | 78     | Minnesota Vikings        | Chazz Surratt           | LB                 | North Carolina       | ACC                |
|  | 3    | 79     | Las Vegas Raiders        | Malcolm Koonce          | DE                 | Buffalo              | MAC                |
|  | 3    | 80     | Las Vegas Raiders        | Divine Deablo           | S                  | Virginia Tech        | ACC                |
|  | 3    | 81     | Miami Dolphins           | Hunter Long             | TE                 | Boston College       | ACC                |
|  | 3    | 82     | Washington Football Team | Dyami Brown             | WR                 | North Carolina       | ACC                |
|  | 3    | 83     | Carolina Panthers        | Tommy Tremble           | TE                 | Notre Dame           | Ind. (FBS)         |
|  | 3    | 84     | Dallas Cowboys           | Chauncey Golston        | DE                 | Iowa                 | Big Ten            |
|  | 3    | 85     | Green Bay Packers        | Amari Rodgers           | WR                 | Clemson              | ACC                |
|  | 3    | 86     | Minnesota Vikings        | Wyatt Davis             | OG                 | Ohio State           | Big Ten            |
|  | 3    | 87     | Pittsburgh Steelers      | Kendrick Green          | OG                 | Illinois             | Big Ten            |
|  | 3    | 88     | San Francisco 49ers      | Trey Sermon             | RB                 | Ohio State           | Big Ten            |
|  | 3    | 89     | Houston Texans           | Nico Collins            | WR                 | Michigan             | Big Ten            |
|  | 3    | 90     | Minnesota Vikings        | Patrick Jones II        | DE                 | Pittsburgh           | ACC                |
|  | 3    | 91     | Cleveland Browns         | Anthony Schwartz        | WR                 | Auburn               | SEC                |
|  | 3    | 92     | Tennessee Titans         | Monty Rice              | LB                 | Georgia              | SEC                |
|  | 3    | 93     | Buffalo Bills            | Spencer Brown           | OT                 | Northern Iowa        | MVFC               |
|  | 3    | 94     | Baltimore Ravens         | Ben Cleveland           | OG                 | Georgia              | SEC                |
|  | 3    | 95     | Tampa Bay Buccaneers     | Robert Hainsey          | OT                 | Notre Dame           | Ind. (FBS)         |
|  | 3    | 96     | New England Patriots     | Ronnie Perkins          | DE                 | Oklahoma             | Big 12             |
|  | 3    | 97     | Los Angeles Chargers     | Tre' McKitty            | TE                 | Georgia              | SEC                |
|  | 3    | 98     | Denver Broncos           | Quinn Meinerz           | C                  | Wisconsin–Whitewater | WIAC               |
|  | 3    | 99     | Dallas Cowboys           | Nahshon Wright          | CB                 | Oregon State         | Pac-12             |
|  | 3    | 100    | Tennessee Titans         | Elijah Molden           | CB                 | Washington           | Pac-12             |
|  | 3    | 101    | Detroit Lions            | Ifeatu Melifonwu        | CB                 | Syracuse             | ACC                |
|  | 3    | 102    | San Francisco 49ers      | Ambry Thomas            | CB                 | Michigan             | Big Ten            |
|  | 3    | 103    | Los Angeles Rams         | Ernest Jones            | LB                 | South Carolina       | SEC                |
|  | 3    | 104    | Baltimore Ravens         | Brandon Stephens        | CB                 | SMU                  | The American       |
|  | 3    | 105    | Denver Broncos           | Baron Browning          | LB                 | Ohio State           | Big Ten            |
|  | 4    | 106    | Jacksonville Jaguars     | Jay Tufele              | DT                 | USC                  | Pac-12             |
|  | 4    | 107    | New York Jets            | Michael Carter          | RB                 | North Carolina       | ACC                |
|  | 4    | 108    | Atlanta Falcons          | Darren Hall             | CB                 | San Diego State      | MW                 |
|  | 4    | 109    | Tennessee Titans         | Dez Fitzpatrick         | WR                 | Louisville           | ACC                |
|  | 4    | 110    | Cleveland Browns         | James Hudson            | OT                 | Cincinnati           | The American       |
|  | 4    | 111    | Cincinnati Bengals       | Cameron Sample          | DE                 | Tulane               | The American       |
|  | 4    | 112    | Detroit Lions            | Amon-Ra St. Brown       | WR                 | USC                  | Pac-12             |
|  | 4    | 113    | Detroit Lions            | Derrick Barnes          | LB                 | Purdue               | Big Ten            |
|  | 4    | 114    | Atlanta Falcons          | Drew Dalman             | C                  | Stanford             | Pac-12             |
|  | 4    | 115    | Dallas Cowboys           | Jabril Cox              | LB                 | LSU                  | SEC                |
|  | 4    | 116    | New York Giants          | Elerson Smith           | DE                 | Northern Iowa        | MVFC               |
|  | 4    | 117    | Los Angeles Rams         | Bobby Brown III         | DT                 | Texas A&M            | SEC                |
|  | 4    | 118    | Los Angeles Chargers     | Chris Rumph II          | DE                 | Duke                 | ACC                |
|  | 4    | 119    | Minnesota Vikings        | Kene Nwangwu            | RB                 | Iowa State           | Big 12             |
|  | 4    | 120    | New England Patriots     | Rhamondre Stevenson     | RB                 | Oklahoma             | Big 12             |
|  | 4    | 121    | Jacksonville Jaguars     | Jordan Smith            | DE                 | UAB                  | C-USA              |
|  | 4    | 122    | Cincinnati Bengals       | Tyler Shelvin           | DT                 | LSU                  | SEC                |
|  | 4    | 123    | Philadelphia Eagles      | Zech McPhearson         | CB                 | Texas Tech           | Big 12             |
|  | 4    | 124    | Washington Football Team | John Bates              | TE                 | Boise State          | MW                 |
|  | 4    | 125    | Minnesota Vikings        | Camryn Bynum            | CB                 | California           | Pac-12             |
|  | 4    | 126    | Carolina Panthers        | Chuba Hubbard           | RB                 | Oklahoma State       | Big 12             |
|  | 4    | 127    | Indianapolis Colts       | Kylen Granson           | TE                 | SMU                  | The American       |
|  | 4    | 128    | Pittsburgh Steelers      | Dan Moore               | OT                 | Texas A&M            | SEC                |
|  | 4    | 129    | Tampa Bay Buccaneers     | Jaelon Darden           | WR                 | North Texas          | C-USA              |
|  | 4    | 130    | Los Angeles Rams         | Robert Rochell          | CB                 | Central Arkansas     | Southland          |
|  | 4    | 131    | Baltimore Ravens         | Tylan Wallace           | WR                 | Oklahoma State       | Big 12             |
|  | 4    | 132    | Cleveland Browns         | Tommy Togiai            | DT                 | Ohio State           | Big Ten            |
|  | 4    | 133    | New Orleans Saints       | Ian Book                | QB                 | Notre Dame           | Ind. (FBS)         |
|  | 4    | 134    | Minnesota Vikings        | Janarius Robinson       | DE                 | Florida State        | ACC                |
|  | 4    | 135    | Tennessee Titans         | Rashad Weaver           | DE                 | Pittsburgh           | ACC                |
|  | 4    | 136    | Arizona Cardinals        | Marco Wilson            | CB                 | Florida              | SEC                |
|  | 4    | 137    | Seattle Seahawks         | Tre Brown               | CB                 | Oklahoma             | Big 12             |
|  | 4    | 138    | Dallas Cowboys           | Josh Ball               | OT                 | Marshall             | C-USA              |
|  | 4    | 139    | Cincinnati Bengals       | D'Ante Smith            | OT                 | East Carolina        | The American       |
|  | 4    | 140    | Pittsburgh Steelers      | Buddy Johnson           | LB                 | Texas A&M            | SEC                |
|  | 4    | 141    | Los Angeles Rams         | Jacob Harris            | WR                 | UCF                  | The American       |
|  | 4    | 142    | Green Bay Packers        | Royce Newman            | OG                 | Ole Miss             | SEC                |
|  | 4    | 143    | Las Vegas Raiders        | Tyree Gillespie         | S                  | Missouri             | SEC                |
|  | 4    | 144    | Kansas City Chiefs       | Joshua Kaindoh          | DE                 | Florida State        | ACC                |
|  | 5    | 145    | Jacksonville Jaguars     | Luke Farrell            | TE                 | Ohio State           | Big Ten            |
|  | 5    | 146    | New York Jets            | Jamien Sherwood         | S                  | Auburn               | SEC                |
|  | 5    | 147    | Houston Texans           | Brevin Jordan           | TE                 | Miami (FL)           | ACC                |
|  | 5    | 148    | Atlanta Falcons          | Ta'Quon Graham          | DE                 | Texas                | Big 12             |
|  | 5    | 149    | Cincinnati Bengals       | Evan McPherson          | K                  | Florida              | SEC                |
|  | 5    | 150    | Philadelphia Eagles      | Kenneth Gainwell        | RB                 | Memphis              | The American       |
|  | 5    | 151    | Chicago Bears            | Larry Borom             | OT                 | Missouri             | SEC                |
|  | 5    | 152    | Denver Broncos           | Caden Sterns            | S                  | Texas                | Big 12             |
|  | 5    | 153    | Cleveland Browns         | Tony Fields II          | LB                 | West Virginia        | Big 12             |
|  | 5    | 154    | New York Jets            | Michael Carter II       | S                  | Duke                 | ACC                |
|  | 5    | 155    | San Francisco 49ers      | Jaylon Moore            | OG                 | Western Michigan     | MAC                |
|  | 5    | 156    | Pittsburgh Steelers      | Isaiahh Loudermilk      | DT                 | Wisconsin            | Big Ten            |
|  | 5    | 157    | Minnesota Vikings        | Ihmir Smith-Marsette    | WR                 | Iowa                 | Big Ten            |
|  | 5    | 158    | Carolina Panthers        | Daviyon Nixon           | DT                 | Iowa                 | Big Ten            |
|  | 5    | 159    | Los Angeles Chargers     | Brenden Jaimes          | OT                 | Nebraska             | Big Ten            |
|  | 5    | 160    | Baltimore Ravens         | Shaun Wade              | CB                 | Ohio State           | Big Ten            |
|  | 5    | 161    | Buffalo Bills            | Tommy Doyle             | OT                 | Miami (OH)           | MAC                |
|  | 5    | 162    | Kansas City Chiefs       | Noah Gray               | TE                 | Duke                 | ACC                |
|  | 5    | 163    | Washington Football Team | Darrick Forrest         | S                  | Cincinnati           | The American       |
|  | 5    | 164    | Denver Broncos           | Jamar Johnson           | S                  | Indiana              | Big Ten            |
|  | 5    | 165    | Indianapolis Colts       | Shawn Davis             | S                  | Florida              | SEC                |
|  | 5    | 166    | Carolina Panthers        | Keith Taylor            | CB                 | Washington           | Pac-12             |
|  | 5    | 167    | Las Vegas Raiders        | Nate Hobbs              | CB                 | Illinois             | Big Ten            |
|  | 5    | 168    | Minnesota Vikings        | Zach Davidson           | TE                 | Central Missouri     | MIAA               |
|  | 5    | 169    | Cleveland Browns         | Richard LeCounte        | S                  | Georgia              | SEC                |
|  | 5    | 170    | Houston Texans           | Garret Wallow           | LB                 | TCU                  | Big 12             |
|  | 5    | 171    | Baltimore Ravens         | Daelin Hayes            | DE                 | Notre Dame           | Ind. (FBS)         |
|  | 5    | 172    | San Francisco 49ers      | Deommodore Lenoir       | CB                 | Oregon               | Pac-12             |
|  | 5    | 173    | Green Bay Packers        | Tedarrell Slaton        | DT                 | Florida              | SEC                |
|  | 5    | 174    | Los Angeles Rams         | Earnest Brown IV        | DE                 | Northwestern         | Big Ten            |
|  | 5    | 175    | New York Jets            | Jason Pinnock           | CB                 | Pittsburgh           | ACC                |
|  | 5    | 176    | Tampa Bay Buccaneers     | K.J. Britt              | LB                 | Auburn               | SEC                |
|  | 5    | 177    | New England Patriots     | Cameron McGrone         | LB                 | Michigan             | Big Ten            |
|  | 5    | 178    | Green Bay Packers        | Shemar Jean-Charles     | CB                 | Appalachian State    | Sun Belt           |
|  | 5    | 179    | Dallas Cowboys           | Simi Fehoko             | WR                 | Stanford             | Pac-12             |
|  | 5    | 180    | San Francisco 49ers      | Talanoa Hufanga         | S                  | USC                  | Pac-12             |
|  | 5    | 181    | Kansas City Chiefs       | Cornell Powell          | WR                 | Clemson              | ACC                |
|  | 5    | 182    | Atlanta Falcons          | Adetokunbo Ogundeji     | DE                 | Notre Dame           | Ind. (FBS)         |
|  | 5    | 183    | Atlanta Falcons          | Avery Williams          | CB                 | Boise State          | MW                 |
|  | 5    | 184    | Baltimore Ravens         | Ben Mason               | FB                 | Michigan             | Big Ten            |
|  | 6    | 185    | Los Angeles Chargers     | Nick Niemann            | LB                 | Iowa                 | Big Ten            |
|  | 6    | 186    | New York Jets            | Hamsah Nasirildeen      | S                  | Florida State        | ACC                |
|  | 6    | 187    | Atlanta Falcons          | Frank Darby             | WR                 | Arizona State        | Pac-12             |
|  | 6    | 188    | New England Patriots     | Joshuah Bledsoe         | S                  | Missouri             | SEC                |
|  | 6    | 189    | Philadelphia Eagles      | Marlon Tuipulotu        | DT                 | USC                  | Pac-12             |
|  | 6    | 190    | Cincinnati Bengals       | Trey Hill               | C                  | Georgia              | SEC                |
|  | 6    | 191    | Philadelphia Eagles      | Tarron Jackson          | DE                 | Coastal Carolina     | Sun Belt           |
|  | 6    | 192    | Dallas Cowboys           | Quinton Bohanna         | DT                 | Kentucky             | SEC                |
|  | 6    | 193    | Carolina Panthers        | Deonte Brown            | OG                 | Alabama              | SEC                |
|  | 6    | 194    | San Francisco 49ers      | Elijah Mitchell         | RB                 | Louisiana            | Sun Belt           |
|  | 6    | 195    | Houston Texans           | Roy Lopez               | DT                 | Arizona              | Pac-12             |
|  | 6    | 196    | New York Giants          | Gary Brightwell         | RB                 | Arizona              | Pac-12             |
|  | 6    | 197    | New England Patriots     | William Sherman         | OT                 | Colorado             | Pac-12             |
|  | 6    | 198    | Los Angeles Chargers     | Larry Rountree III      | RB                 | Missouri             | SEC                |
|  | 6    | 199    | Minnesota Vikings        | Jaylen Twyman           | DT                 | Pittsburgh           | ACC                |
|  | 6    | 200    | New York Jets            | Brandin Echols          | CB                 | Kentucky             | SEC                |
|  | 6    | 201    | New York Giants          | Rodarius Williams       | CB                 | Oklahoma State       | Big 12             |
|  | 6    | 202    | Cincinnati Bengals       | Chris Evans             | RB                 | Michigan             | Big Ten            |
|  | 6    | 203    | Buffalo Bills            | Marquez Stevenson       | WR                 | Houston              | The American       |
|  | 6    | 204    | Carolina Panthers        | Shi Smith               | WR                 | South Carolina       | SEC                |
|  | 6    | 205    | Tennessee Titans         | Racey McMath            | WR                 | LSU                  | SEC                |
|  | 6    | 206    | New Orleans Saints       | Landon Young            | OT                 | Kentucky             | SEC                |
|  | 6    | 207    | New York Jets            | Jonathan Marshall       | DT                 | Arkansas             | SEC                |
|  | 6    | 208    | Seattle Seahawks         | Stone Forsythe          | OT                 | Florida              | SEC                |
|  | 6    | 209    | Jacksonville Jaguars     | Jalen Camp              | WR                 | Georgia Tech         | ACC                |
|  | 6    | 210    | Arizona Cardinals        | Victor Dimukeje         | DE                 | Duke                 | ACC                |
|  | 6    | 211    | Cleveland Browns         | Demetric Felton         | WR                 | UCLA                 | Pac-12             |
|  | 6    | 212    | Buffalo Bills            | Damar Hamlin            | S                  | Pittsburgh           | ACC                |
|  | 6    | 213    | Buffalo Bills            | Rachad Wildgoose        | CB                 | Wisconsin            | Big Ten            |
|  | 6    | 214    | Green Bay Packers        | Cole Van Lanen          | OG                 | Wisconsin            | Big Ten            |
|  | 6    | 215    | Tennessee Titans         | Brady Breeze            | S                  | Oregon               | Pac-12             |
|  | 6    | 216    | Pittsburgh Steelers      | Quincy Roche            | DE                 | Miami (FL)           | ACC                |
|  | 6    | 217    | Chicago Bears            | Khalil Herbert          | RB                 | Virginia Tech        | ACC                |
|  | 6    | 218    | Indianapolis Colts       | Sam Ehlinger            | QB                 | Texas                | Big 12             |
|  | 6    | 219    | Denver Broncos           | Seth Williams           | WR                 | Auburn               | SEC                |
|  | 6    | 220    | Green Bay Packers        | Isaiah McDuffie         | LB                 | Boston College       | ACC                |
|  | 6    | 221    | Chicago Bears            | Dazz Newsome            | WR                 | North Carolina       | ACC                |
|  | 6    | 222    | Carolina Panthers        | Thomas Fletcher         | LS                 | Alabama              | SEC                |
|  | 6    | 223    | Arizona Cardinals        | Tay Gowan               | CB                 | UCF                  | The American       |
|  | 6    | 224    | Philadelphia Eagles      | JaCoby Stevens          | S                  | LSU                  | SEC                |
|  | 6    | 225    | Washington Football Team | Camaron Cheeseman       | LS                 | Michigan             | Big Ten            |
|  | 6    | 226    | Kansas City Chiefs       | Trey Smith              | OG                 | Tennessee            | SEC                |
|  | 6    | 227    | Dallas Cowboys           | Israel Mukuamu          | CB                 | South Carolina       | SEC                |
|  | 6    | 228    | Chicago Bears            | Thomas Graham Jr.       | CB                 | Oregon               | Pac-12             |
|  | 7    | 229    | Indianapolis Colts       | Michael Strachan        | WR                 | Charleston (WV)      | MEC                |
|  | 7    | 230    | Las Vegas Raiders        | Jimmy Morrissey         | C                  | Pittsburgh           | ACC                |
|  | 7    | 231    | Miami Dolphins           | Larnel Coleman          | OT                 | UMass                | Ind. (FBS)         |
|  | 7    | 232    | Carolina Panthers        | Phil Hoskins            | DT                 | Kentucky             | SEC                |
|  | 7    | 233    | Los Angeles Rams         | Jake Funk               | RB                 | Maryland             | Big Ten            |
|  | 7    | 234    | Philadelphia Eagles      | Patrick Johnson         | DE                 | Tulane               | The American       |
|  | 7    | 235    | Cincinnati Bengals       | Wyatt Hubert            | DE                 | Kansas State         | Big 12             |
|  | 7    | 236    | Buffalo Bills            | Jack Anderson           | OG                 | Texas Tech           | Big 12             |
|  | 7    | 237    | Denver Broncos           | Kary Vincent Jr.        | CB                 | LSU                  | SEC                |
|  | 7    | 238    | Dallas Cowboys           | Matt Farniok            | OG                 | Nebraska             | Big Ten            |
|  | 7    | 239    | Denver Broncos           | Jonathon Cooper         | DE                 | Ohio State           | Big Ten            |
|  | 7    | 240    | Washington Football Team | William Bradley-King    | DE                 | Baylor               | Big 12             |
|  | 7    | 241    | Los Angeles Chargers     | Mark Webb               | S                  | Georgia              | SEC                |
|  | 7    | –      | Minnesota Vikings        | Selezione revocata      | Selezione revocata | Selezione revocata   | Selezione revocata |
|  | 7    | 242    | New England Patriots     | Tre Nixon               | WR                 | UCF                  | The American       |
|  | 7    | 243    | Arizona Cardinals        | James Wiggins           | S                  | Cincinnati           | The American       |
|  | 7    | 244    | Miami Dolphins           | Gerrid Doaks            | RB                 | Cincinnati           | The American       |
|  | 7    | 245    | Pittsburgh Steelers      | Tre Norwood             | CB                 | Oklahoma             | Big 12             |
|  | 7    | 246    | Washington Football Team | Shaka Toney             | DE                 | Penn State           | Big Ten            |
|  | 7    | 247    | Arizona Cardinals        | Michal Menet            | C                  | Penn State           | Big Ten            |
|  | 7    | 248    | Indianapolis Colts       | Will Fries              | OG                 | Penn State           | Big Ten            |
|  | 7    | 249    | Los Angeles Rams         | Ben Skowronek           | WR                 | Notre Dame           | Ind. (FBS)         |
|  | 7    | 250    | Chicago Bears            | Khyiris Tonga           | DT                 | BYU                  | Ind. (FBS)         |
|  | 7    | 251    | Tampa Bay Buccaneers     | Chris Wilcox            | CB                 | BYU                  | Ind. (FBS)         |
|  | 7    | 252    | Los Angeles Rams         | Chris Garrett           | LB                 | Concordia–St. Paul   | NSIC               |
|  | 7    | 253    | Denver Broncos           | Marquiss Spencer        | DE                 | Mississippi State    | SEC                |
|  | 7    | 254    | Pittsburgh Steelers      | Pressley Harvin III     | P                  | Georgia Tech         | ACC                |
|  | 7    | 255    | New Orleans Saints       | Kawaan Baker            | WR                 | South Alabama        | Sun Belt           |
|  | 7    | 256    | Green Bay Packers        | Kylin Hill              | RB                 | Mississippi State    | SEC                |
|  | 7    | 257    | Detroit Lions            | Jermar Jefferson        | RB                 | Oregon State         | Pac-12             |
|  | 7    | 258    | Washington Football Team | Dax Milne               | WR                 | BYU                  | Ind. (FBS)         |
|  | 7    | 259    | Tampa Bay Buccaneers     | Grant Stuard            | LB                 | Houston              | The American       |